# Koolakamba

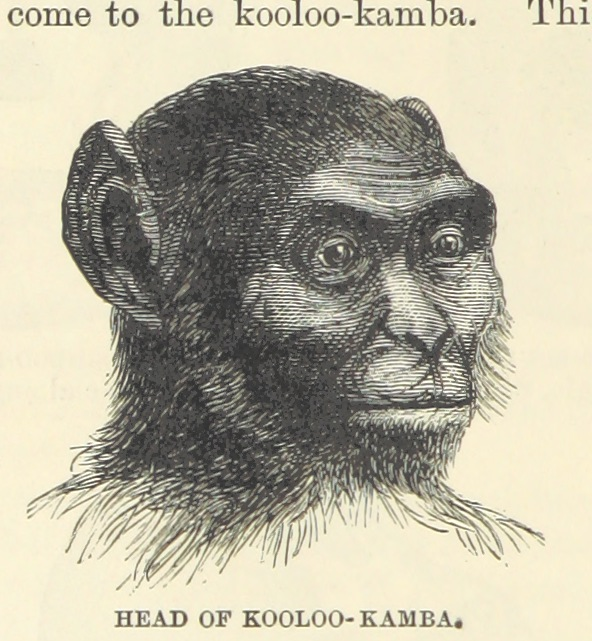
Illustration d'un Koolakamba

Le koolakamba ou kooloo-Kamba est un supposé hybride de chimpanzés (genre Pan) et de gorilles (genre Gorilla). 
Les premières mentions de cet animal africain datent du milieu du XIXe siècle, mais aucune preuve empirique n'a jamais été trouvée pour justifier son existence. L'émission de cette hypothèse reflète plus vraisemblablement la méconnaissance, par les zoologistes de l'époque, de la variation morphologique inter-spécifique chez ces grands singes que l'existence d'une hybridation récente entre ces deux genres de primates. Chez le chimpanzé, en particulier, les individus de certaines populations sont plus grands et à la peau plus sombre que la plupart des premiers chimpanzés ramenés en Europe.

## Historique
Le koolakamba est décrit dès 1852 par le docteur Franquet dans son rapport Notes manuscrites sur les grands Singes du Gabon publié dans le Constitutionnel du 9 janvier 1852. Franquet dit alors que les indigènes le nomment N'tche'go.
Paul Du Chaillu l'aurait rencontré lors de ses voyages au Gabon dans les années 1860 et lui consacre tout le chapitre XXXIII de son ouvrage L'Afrique occidentale: nouvelles aventures de chasse et de voyage chez les sauvages où il décrit sa chasse au koolakamba.  Du Chaillu explique avoir créé le nom en se basant sur des mots utilisés par les peuples autochtones (Commi, Goumbi et Bakalais) dans la région de la rivière Ovengi dans les régions actuelles du Cameroun et du Gabon. 
Un spécimen femelle aurait été envoyé par Franquet au Muséum mais serait mort à Liverpool. Son cerveau aurait été envoyé au Zoological Museum of University College.

## Description
Le Koolakamba est censé être plus grand, avoir une face plus plate et une posture plus bipède que le chimpanzé. Selon Du Chaillu, il a une structure pelvienne courte et large, de grandes arcades sourcilières, des crêtes zygomatiques élevées, un museau peu développé dans lequel les dents incisives supérieures et inférieures se rencontrent carrément formant une surface de broyage, et une capacité crânienne plus grande que celle du chimpanzé commun. 

## Controverses
Bien qu'il n'y ait jamais eu une observation documentée du koolakamba ou une preuve de son existence dans les temps modernes, en 1881 Koppenfelds a indiqué qu'il existe bel et bien : « Je crois qu'il est prouvé qu'il y a des croisements entre le gorille mâle Troglodytes et les Troglodytes femelles du Niger, mais pour des raisons faciles à comprendre, il n'y en a pas dans la direction opposée. J'ai en ma possession une preuve positive de cela. Cela règle toutes les questions sur le gorille, le chimpanzé, le kooloo Kamba... ».
En novembre 1996, une photo d'un singe rare (prise par Peter Jenkins et Liza Gadsby au zoo de Yaoundé au Cameroun) a été présenté dans le Newsletter of the Internal Primate Protection League. Cette image montre un singe apparemment hybride avec un visage plus large et un crâne plus grand que celui d'un chimpanzé et plus petit que celui d'un gorille. Le singe dans l'image avait des traits qui semblaient appartenir à la fois au gorille et au chimpanzé.